# Imerina

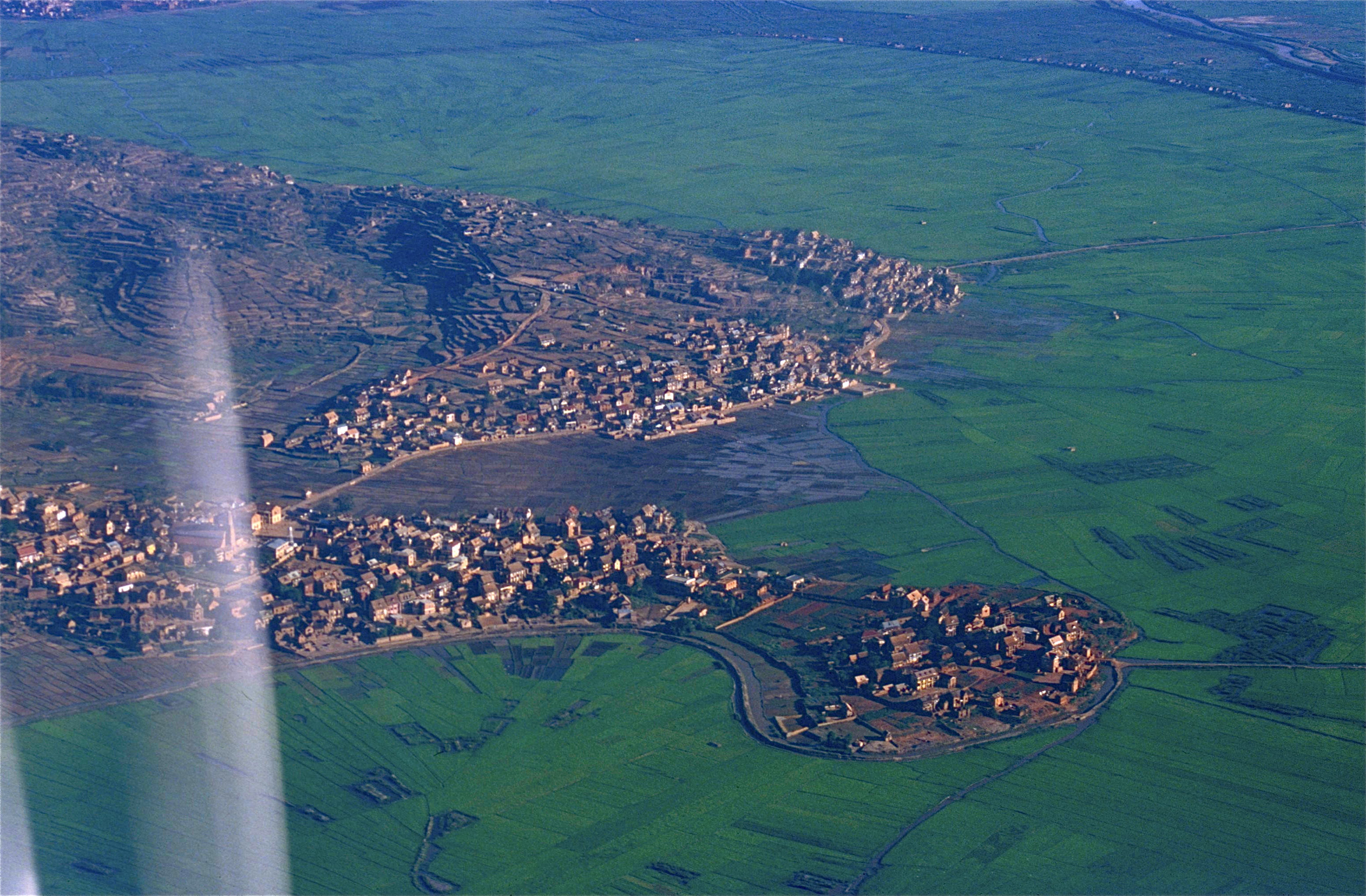
Felder und Dorf im Imerina (1998)

Als Imerina bezeichnet man das Kerngebiet von Madagaskar im Hochland rund um die Hauptstadt Antananarivo. Seit 1610, unter König Andrianjaka, ist Imerina in einem Königreich vereinigt. Dieses vergrößerte sich über die Jahrhunderte und wurde schließlich zum Königreich Madagaskar.